# Ноа Фадіґа
Ноа Фадіґа (фр. Noah Fadiga, нар. 3 грудня 1999, Брюгге) — бельгійський футболіст, захисник який грає на позиції центрального захисника клубу «Аріс» (Салоніки). 
Виступав, зокрема, за клуби «Волендам», «Гераклес» (Алмело) та «Брест».

## Ігрова кар'єра
Народився 3 грудня 1999 року в місті Брюгге. Вихованець юнацьких команд футбольних клубів «Гент», «Андерлехт» та «Брюгге».
У дорослому футболі дебютував 2019 року виступами за команду «Волендам», у якій провів один сезон, взявши участь у 24 матчах чемпіонату. Більшість часу, проведеного у складі «Волендама», був основним гравцем захисту команди.
Своєю грою за цю команду привернув увагу представників тренерського штабу клубу «Гераклес» (Алмело), до складу якого приєднався 2020 року. Відіграв за команду з Алмело наступні два сезони своєї ігрової кар'єри. Граючи у складі «Гераклеса» також здебільшого виходив на поле в основному складі команди.
У 2022 році уклав контракт з клубом «Брест», у складі якого провів наступний рік своєї кар'єри гравця. Тренерським штабом нового клубу також розглядався як гравець «основи».
До складу клубу «Гент» приєднався 2023 року. Станом на 24 серпня 2023 року відіграв за команду з Гента 2 матчі в національному чемпіонаті.